# Bad Sassendorf
Bad Sassendorf település Németországban, azon belül Észak-Rajna-Vesztfália tartományban. Lakosainak száma 12 528 fő (2023. december 31.). Bad Sassendorf Lippstadt és Lippetal községekkel határos.

## Fekvése
Paderborntól délnyugatra fekvő település.

## Története
A mai fürdőváros valamikor sókereskedő falu volt. A 8. századig területe a meroving-frank kultúrához tartozott. A sóbányászatról az első feljegyzések már a 10. században szerepeltek a Werden / Ruhr apátság nyilvántartásaiban.
Sassendorf nevét először az 1169 és 1179 közötti iratokban említették.
Sótartalmú forrásait a 19. század közepétől használják gyógyításra. Gyógyfürdőjellegét 1906-ban ismerték el.

## Nevezetességek
- Szt. Simon és Júdás templom

## Galéria

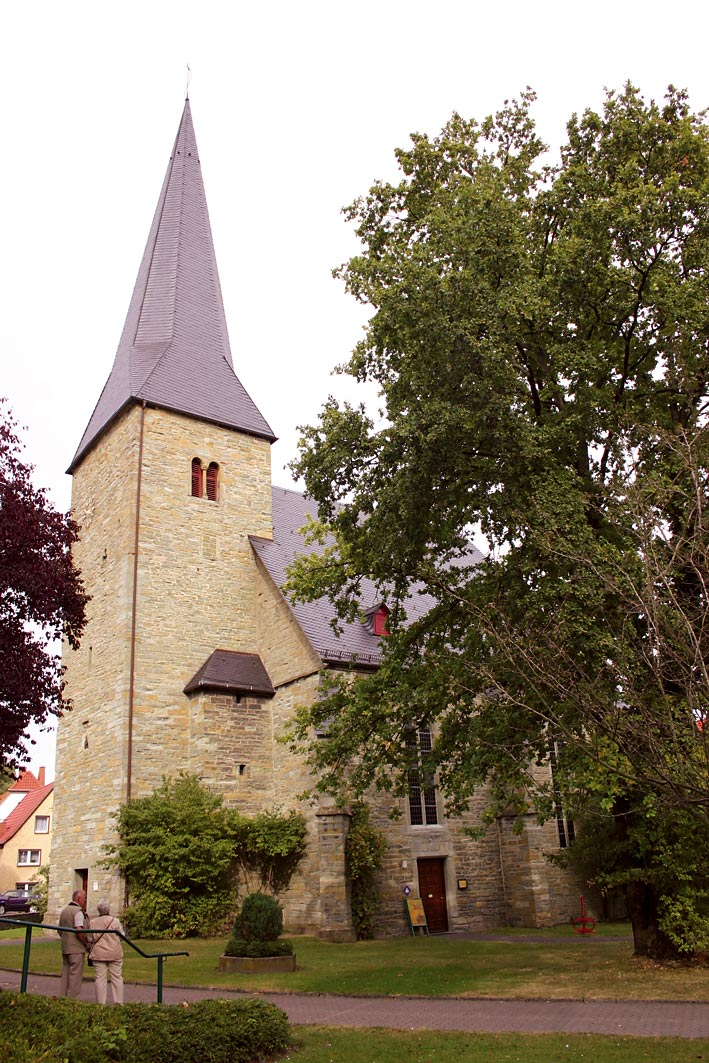
Szt. Simon és Júdás templom
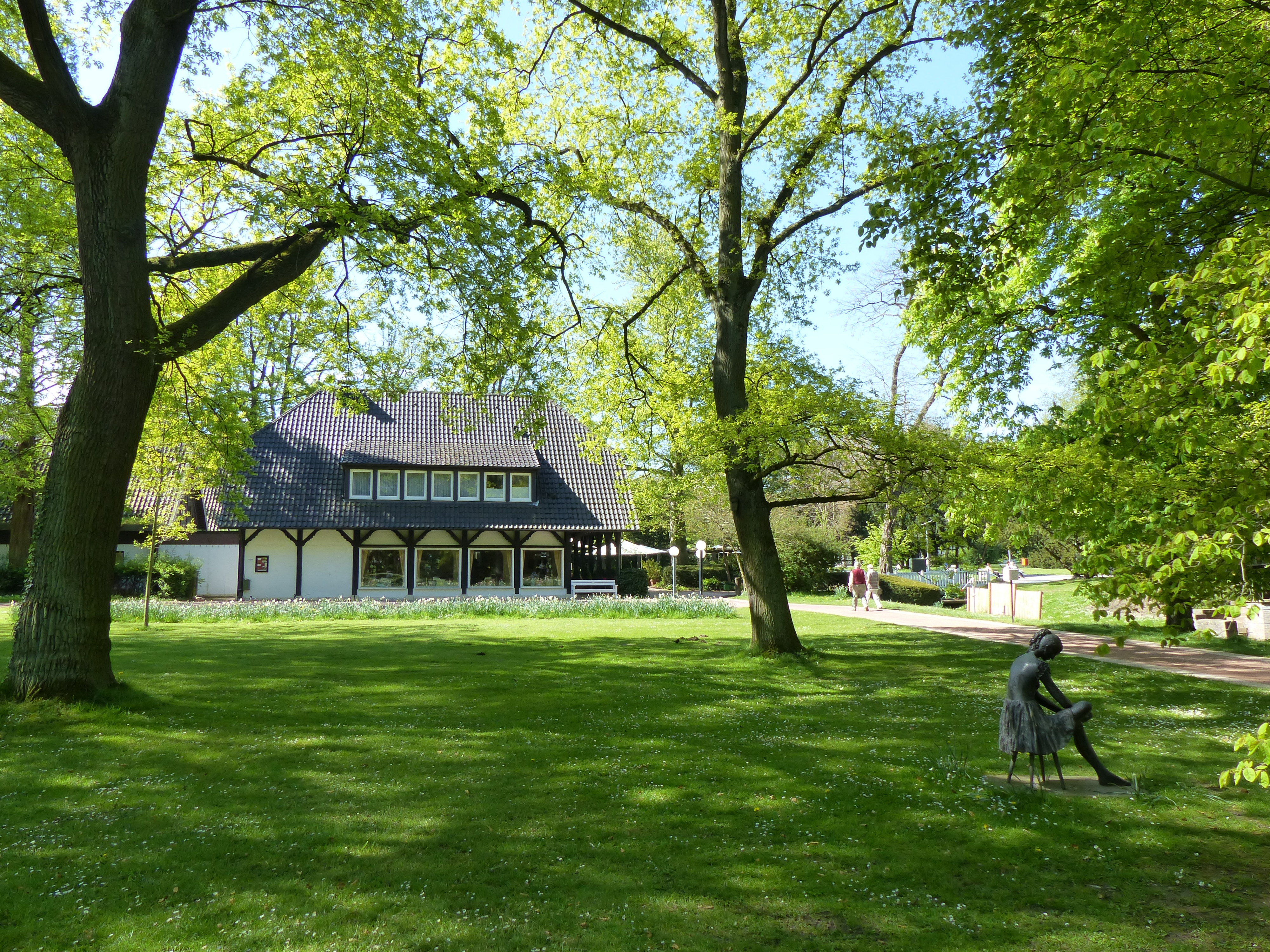
Fürdőpark
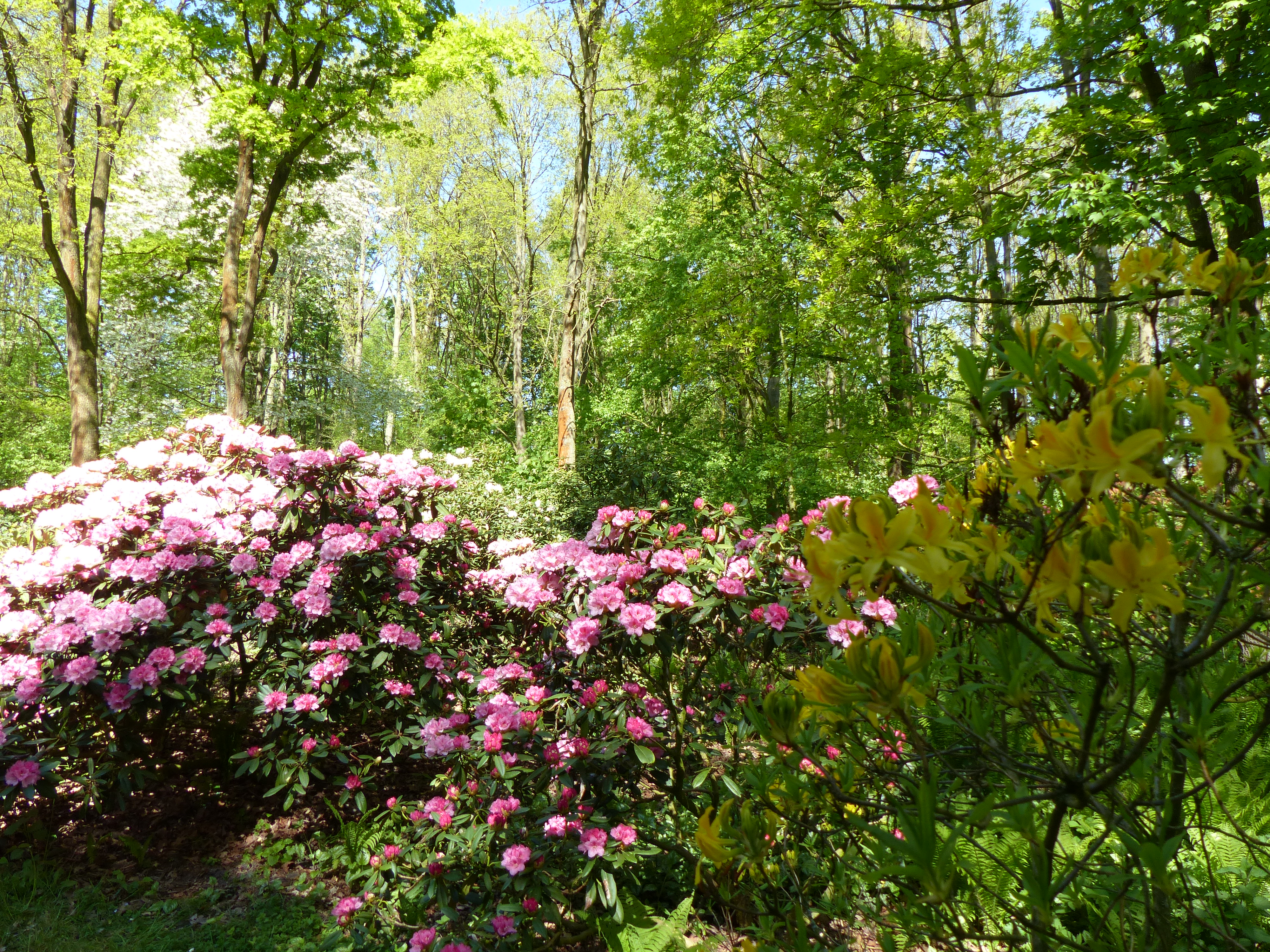
A fürdő parkja rhododentronokkal
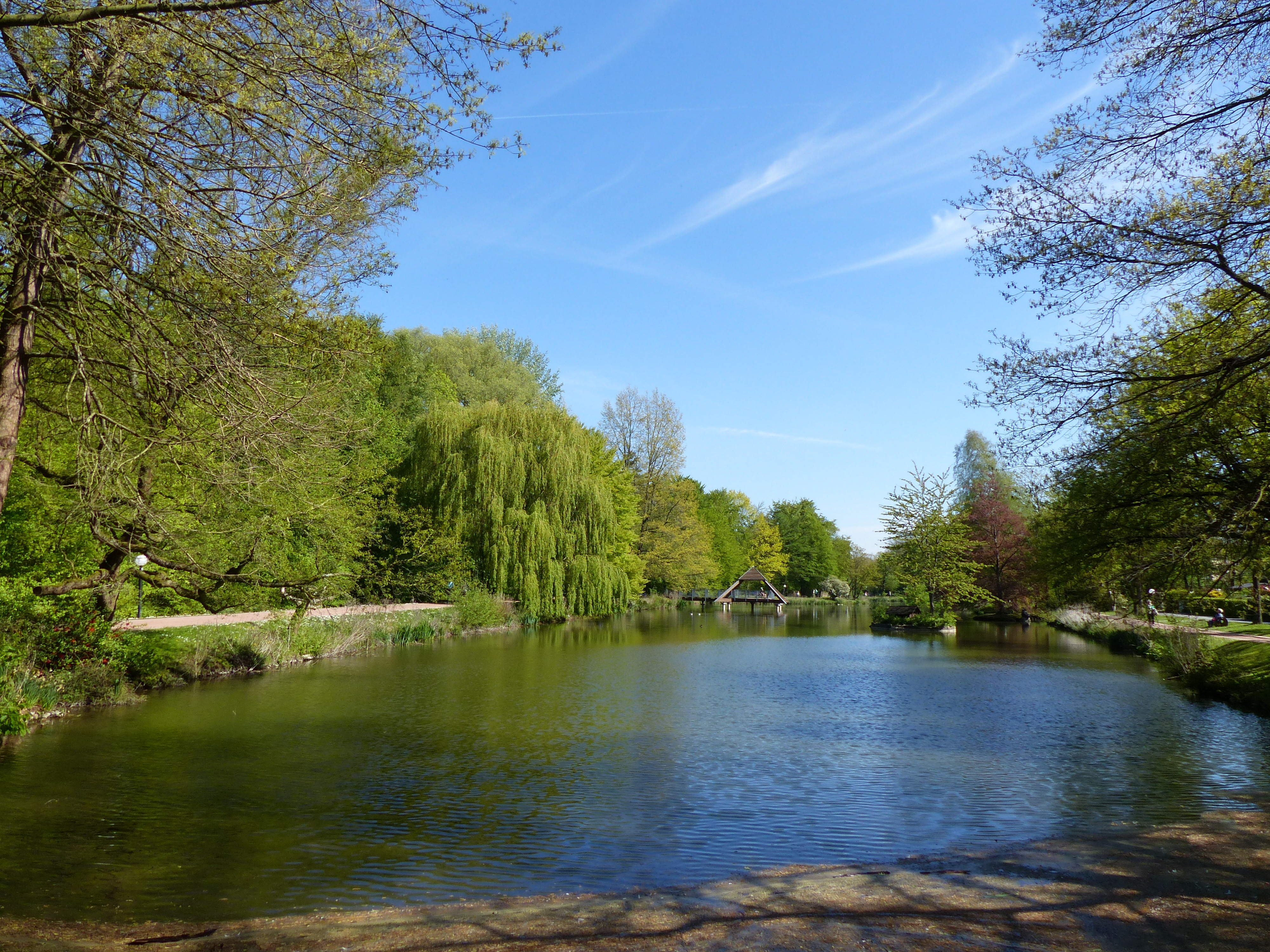
A fürdő parkja

## Népesség
A település népességének változása:
| Lakosok száma | 9078 | 12 038 | 12 068 | 12 294 | 12 451 | 12 528 |
|               | 1975 | 2017   | 2019   | 2021   | 2022   | 2023   |